# Azersun Holding
Azersun Holding MMC (azer. Azərsun Holdinq MMC) – azerski konglomerat, który działa w sektorach produkcji żywności, handlu detalicznego i rolnictwa, głównie w Azerbejdżanie, ale także w innych krajach WNP i na Bliskim Wschodzie. Przedsiębiorstwo powstało w 1991 roku. Jest to największy producent i eksporter żywności w Azerbejdżanie (jego portfolio obejmuje 28 marek żywności), a oprócz tego firma zajmuje się handlem papierniczym.